# Publius Galerius Trachalus
Publius Galerius Trachalus war ein kaiserzeitlicher römischer Senator und ordentlicher Konsul im Jahr 68.
Publius Galerius Trachalus war wahrscheinlich ein Nachfahre des Ritters Gaius Galerius, der wohl zwischen 16 und 31 Praefectus Aegypti gewesen war, und stammte aus Ariminum.
Im Jahr 68 war Trachalus zusammen mit Silius Italicus ordentlicher Konsul. Im Vierkaiserjahr 69 diente er Kaiser Otho als innenpolitischer Berater und eventuell auch als Redenschreiber. Auch er selbst war im Senat als Redner berühmt. Später im Jahr 69 rettete ihn seine Verwandte Galeria Fundana vor einer Bestrafung durch ihren Ehemann, den neuen Kaiser Vitellius.
Er war Statthalter von Africa, vermutlich um das Jahr 80.